# إبي سكوفدال
إيب سكوفدال هانسن (5 يوليو 1945 - 23 أكتوبر 2020)، كان لاعب ومدير كرة قدم دنماركي. كان مديرًا ناجحًا في نادي بروندبي، والذي لعب معه أيضًا في شبابه. ساعد في تحويل النادي الدنماركي الأكثر هيمنة في التسعينيات من القرن العشرين وفاز بالعديد من ألقاب الدوري الدنماركي وكأس الدنمارك.
توفي سكوفدال بسبب المرض في 23 أكتوبر 2020 عن عمر يناهز 75 عامًا.